# 拉斯維加斯谷
拉斯維加斯谷（英語：Las Vegas valley）是美國內華達州克拉克縣最大的都會區，算是廣義的拉斯維加斯。其規模在該國西南部排行第二；其經濟核心為拉斯維加斯市的拉斯維加斯舊城區以及位於天堂市和溫切斯特市的賭城大道，接壤的這兩處發達的賭博業就是“拉斯維加斯”之“賭城”稱呼的由來。當局由2003年起為拉斯維加斯谷設立了拉斯維加斯都會統計區（英語：Las Vegas Metropolitan Statistical Area）供人口普查等用途。
顧名思義，拉斯維加斯谷屬於山谷地帶，是個面積為1600平方公里的窪地，四面環山。內華達州最大的三個建制市：拉斯維加斯市、北拉斯維加斯和亨德森均位於此處。它還包括十一個由克拉克縣政府統治的非建制鎮；這些地方的居民形成了內華達州的最大群體。
夏威夷土著和當地人都喜歡把“拉斯維加斯谷”叫作“第九島嶼”（英語：Ninth Island），這是由於有大量來自夏威夷的人居住於此，或者有往返兩地的習慣。
拉斯維加斯谷在20世紀90年代開始高速發展，其人口在1990年為741,459，到2018年已經翻了兩倍，變成約2,227,053，到了2024年更達到約2,953,000。到了現在，拉斯維加斯谷依然是美國發展得最快的都會區之一。這個地方的發展歷史雖然不算長，但是已經在多個方面具備規模，包括國際商業、貿易、城市建設、娛樂等，更是世界上最多旅客到訪的目的地之一。在2014年，共有破紀錄的4千1百萬人到訪這裏，帶來超過一千億美元的本地生產總值。
拉斯維加斯號稱「世界娛樂之都」，以豪華巨型賭場酒店聞名。截至2023年，年均遊客數超過4,080萬，使其成為美國訪客最多的城市之一。這裡亦是美國第三大商業會展目的地，並在全球酒店業占有領導地位，擁有全球最多的AAA五鑽酒店。長年來，拉斯維加斯一直位居全球最受歡迎的旅遊城市之一。由於對各類成人娛樂的高度包容，該市被冠以「罪惡之城」的稱號，並經常出現在文學、電影、電視節目、廣告與音樂影片中。

## 註解
1. ↑  前者的收益一般佔全區之一成以下；後者的收益則一般為佔全區之八成以上；不與它們連接的博爾德城的收益一般佔全區的一成以下
2. 1 2  此乃多義詞，可指“拉斯維加斯市”、“賭城大道”或“拉斯維加斯谷”。

## 來源
1. ↑  . Federal Reserve Economic Data. Federal Reserve Bank of St. Louis.
2. ↑  .   [March 23, 2007]. （原始内容存档于February 9, 2006）.
3. ↑  . Nevada State Demographer's Office.   [July 17, 2014]. （原始内容存档于February 9, 2014）.
4. ↑  . www.accessclarkcounty.com.   [2025-02-19]. （原始内容存档于2010-12-01）.
5. ↑  . State of the Reunion.   [July 5, 2013]. （原始内容存档于June 2, 2013）.
6. ↑  . www.macrotrends.net.   [2024-12-24]. （原始内容存档于2025-04-16）.
7. ↑  . Statista.   [2025-02-19]. （原始内容存档于2018-11-19）.
8. ↑  Stutz, Howard. . Nevada Independent. January 25, 2024. （原始内容存档于July 13, 2024）.
9. ↑  Jones, Charisse. . USA Today. August 21, 2013  [September 2, 2017]. （原始内容存档于April 11, 2019）.
10. ↑  Brady, John. . UNLV Theses, Dissertations, Professional Papers, and Capstones. 2015-08-01  [2025-02-27]. doi:10.34917/8349563. （原始内容存档于2025-02-27）.
11. ↑  Trejos, Nancy. . USA Today. January 17, 2014  [January 10, 2015]. （原始内容存档于April 26, 2015）.
12. ↑   (PDF). International Visitation in the United States. US Office of Travel and Tourism Industries, US Department of Commerce. May 2014  [December 14, 2014]. （原始内容 (PDF)存档于November 13, 2018）. 已忽略未知参数|df= (帮助)
13. ↑  . Travel + Leisure. November 10, 2014  [January 10, 2015]. （原始内容存档于September 15, 2012）.
14. ↑  Schwartz, David G. . Forbes. December 10, 2018  [August 27, 2019]. （原始内容存档于October 4, 2019）.